# 하와이어 위키백과

하와이어 위키백과는 하와이어로 운영되는 위키백과이다. 기호는 haw이다.